# 細川重賢
細川 重賢（ほそかわ しげかた）は、江戸時代中期の大名。肥後国熊本藩6代藩主。熊本藩細川家7代。紀州藩第9代藩主・徳川治貞と「紀州の麒麟、肥後の鳳凰」と並び賞された名君であった。
始めは父・細川宣紀より1字を与えられて長岡紀雄（ながおか のりお）、兄・宗孝の跡を継いでからは細川重賢と名乗る。改名後の「重」の字は9代将軍徳川家重より偏諱を授かったもので、「賢」の字はかつて細川典厩家が通字として用いていたものに由来する（実際、典厩家の当主にも同名の細川重賢という人物がいた）。

## 生涯

### 家督相続
享保5年12月26日（新暦1721年1月23日）、4代藩主・細川宣紀の五男として誕生。享保17年（1732年）、父・宣紀が死去すると、兄・宗孝が跡を継ぐ。宣紀の時に既に40万両近い借財を抱え、宗孝の時代には大藩故の過度な出費、宗孝治世のほとんどを襲った凶作などにより収入は激減し、藩財政は転げるように落ち込んでいく。当時の熊本藩の困窮ぶりは「鍋釜の金気を落とすに水はいらぬ。細川と書いた紙を貼ればよい」と揶揄されるほどであった。
重賢も、部屋住み時代には質屋に通ったと言われるほどで、この時の質札を生涯手元に置いておいたという逸話が残っている。
延享4年（1747年）8月15日、江戸城本丸大広間において、兄・宗孝が旗本板倉勝該に背後から襲われるという事件が発生する。家紋の九曜紋が似ていることからの人違いで起きた事件である。殿中での刃傷や死は理由を問わず御法度（喧嘩両成敗）であり、細川家はお家取り潰し・無嗣改易の危機に陥った。しかし仙台藩主伊達宗村の機転を利かせた助言で、既に死んでいた宗孝はまだ息があったことにして細川屋敷にこっそり運び出され、翌日死亡したことにされた。幸いに細川家にお咎めはなく、宗孝には世嗣がなかったことから、弟の重賢が末期養子とされて家督が回ってくることになった。

### 宝暦の改革
新たに藩主についた重賢は、藩財政の改善に手を打つことになる。宝暦2年（1752年）、堀勝名（通称・平太左衛門（へいたざえもん））を筆頭奉行に、蒲池正定（蒲池崑山）を奉行に登用し、改革断行を命じる。堀は、すぐさま大坂に向かい鴻池家など豪商に借財を要請するが、当時の藩財政は危機的状況に陥っており、鴻池はこの要請を拒絶する。この話からも、熊本藩の状況がわかるといえる。しかし、堀はすぐさま当時新興商人であった加島屋との交渉に臨み、藩の年貢一手引き受けを条件に資金を得ることに成功する。
重賢もまた、質素倹約を奨励し、江戸藩邸の費用に限度額を設定するなどの方針を打ち出す。また、重賢は米だけに依存することに限界を感じており、堀と意見が一致する。堀に殖産興業を命じ、楮、生糸、櫨などを専売制に切り替え、蝋の生産を藩直営に移行し、製蝋施設を設立させた。また、領内でたびたび検地を行うなどした。
藩内で出来た製品を加島屋を通じて大量に販売させるなどし、宝暦年間末頃には藩財政の好転が始まっていく。また、宝暦年間から飢饉に備えて穀物の備蓄を行い、天明の大飢饉の際には更に私財も加えて領民救済にあたった。

#### 節約での逸話
- 3年の猶予を与え、宝暦8年正月より男女共に袷、木綿のほかは着てはいけないとした。世子・治年の生母・比井も同様であった。また、客の馳走の質を減らした。入浴の際に湯を毎日替えるのは無駄とされたが、家来が諫めたので打水に浸かった[3]。

### 改革の成果
細川重賢の宝暦の改革によって、地方が一定の権限と財源が与えられた。後に作られた通潤橋のみならず、多くの橋、用水路、新田開発を行っている。肥後藩の公共事業のシステムについては、3つの要素があった。
- 藩庁の様々な部局に手持ちの資金があり、貨殖（公共ローン）を行っていた。
- 当時の税金の一部を積み立てていた（官銭）。
- 地方の有力者の献金（寸志）があった。

また地方のエリート少年が、役場に入り庄屋の見習いになり、その後に幹部役人になれるシステムができていた。これらが宝暦の改革の成果といえる。熊本藩は54万石といわれたが、幕末には実質100万石となった。

### 教育、司法制度の革新
重賢の改革は財政だけに留まらず、宝暦4年（1754年）には熊本城内に藩校時習館を設立し、許可が得られれば身分に関係なく入校が出来た。江戸の湯島聖堂、岡山の閑谷学校など、将軍や藩主のための学問所、藩校はあったが、家臣や領民、藩外へも広く門戸を開いた日本初めての学校とされる。今で言う奨学金制度も制定するなど、人材育成にも注力した。これらは急激な改革による不満対策と、文武両道の武士教育の意味がある。また、日本最初の公立の藩の医学校再春館を宝暦6年（1756年）に飽田郡宮寺村（現在の二本木）に創設、翌年開校した。その付属の薬草園も現在の薬園町に作った。
また『刑法叢書』を採用した。それまで死刑か追放刑という刑罰内容だったものを変更し、追放刑を笞刑（むちで打つ）と徒刑（懲役）に減刑した。罪人の二の腕に入れ墨を入れていたのを廃止し、代わりに眉を剃らせ、罪人の社会復帰を容易にした。これも急激な改革に対する犯罪増加や不満対策である。この『刑法叢書』は明治憲法下の刑法の手本とされ、熊本から多くの人材が司法畑に採用された。

### 蘭癖大名
重賢は蘭学に傾倒し、薩摩藩の島津重豪、久保田藩の佐竹義敦らと共に蘭癖大名と称された。

### 死去
重賢は天明5年（1785年）10月26日に江戸の龍口亭で死去した。品川の東海寺塔頭の妙解院に葬られる。諡を霊感院徹厳宗院という。なお、遺髪と落歯は熊本市横手の北岡公園内妙解寺にある。享年66。跡を長男の治年が継いだ。

## 系譜
- 父：細川宣紀（1676年 - 1732年）
- 母：利加 - 岩瀬氏
- 養父：細川宗孝（1716年 - 1747年）
- 正室：久我通兄の娘
- 室：屋越、円諦院 - 松田氏
  - 長男：細川治年（1758年 - 1787年）
- 生母不明の子女
  - 女子：親姫、光輪院 - 細川興徳正室
  - 男子：豪次 - 早世

## その他
生まれながらの博物好きで、あらゆる動植物の図譜（『押葉帖』』など）を編纂した。

## 参照項目
- 古典園芸植物#江戸時代に著わされた主な園芸書、本草書、図譜、番付